# Roger Jean Heim
Roger Jean Heim ( 12 de febrero de 1900 - 17 de septiembre de 1979 ) fue un micólogo y fitopatólogo francés, profesor en el Muséum national d'histoire naturelle, y director del mismo establecimiento.
Fue conocido por sus estudios describiendo la anatomía del himenio de setas, sistemática y filogenia de hongos superiores (especialmente los géneros relacionados: Lactarius, Russula, Asterosporales, Secotium), micología de hongos tropicales como: Termitomyces, y obras etnomicológicas sobre hongos halucinógenos: Psilocybe , Stropharia. En su carrera publicó más de 560 artículos, revisiones científicas, y obras mayores en los campos de botánica, química, educación, dasonomía, horticultura, artes liberales, medicina, zoología.

## Algunas publicaciones
- 1931. Le genre Inocybe, Encycl. Mycol. 1. 432 pp.
- 1938. Les Lactario-Russulés du domaine oriental de Madagascar. 196 pp.
- 1947. La sombre route (Souvenir des Camps de Concentration Nazis). 280 pp.
- 1948. Les Champignons. Tableaux d'un MondeÉtrange. 143 pp.
- 1952 . Destruction et Protection de la nature, Armand Colin (Paris), collection Collection Armand Colin, section de biologie (279) : 224 pp.
- 1955 . Un Naturaliste autour du monde. Albin Michel (París), colección Les Savants et le Monde : 218 pp.
- 1958 . Roger Heim & Robert Gordon Wasson. Les Champignons hallucinogènes du Mexique, études ethnologiques, taxinomiques, biologiques, physiologiques et chimiques. Ediciones del Muséum national d'histoire naturelle, París
- 1977 : Termites et Champignons. Les champignons termitophiles d’Afrique Noire et d’Asie méridionale. Boubée (Paris) : 190 pp. + 7 pl. ISBN 2-85004-004-5

### Artículos sobre setas psicotrópicas
- Heim R, Brack A, Kobel H, Hofmann A, Cailleux R. 1958. Déterminisme de la formation des carpophores et des sclèrotes dans la culture du Psilocybe mexicana Heim, Agaric hallucinogène du Mexique, et mise en évidence de la psilocybine et de la psilocin. Compt. rend. Acad. Sc. 246: 1346-1351

- Heim R, Hofmann A. 1958. Isolement de la Psilocybine à partir du Stropharia cubensis Earle et d'autres espèces de champignons hallucinogènes mexicains appartenant au genre Psilocybe. Compt. rend. Acad. sc. 247: 557-561

- Delay J, Pichot P, Lempérière T, Nicolas-Charles P, Heim R. 1958. Effets psycho-physiologiques de la Psilocybine. Comptes rendus des séances de l'Académie des Sciences. 247: 1235-1238

- Hofmann A, Heim R, Brack A, Kobel H. 1958. Psilocybin ein psychotroper Wirkstoff aus dem mexikanischen Rauschpilz. Rev. Mycologie. 22: 17-21

- Hofmann A, Heim R, Brack A, Kobel H. 1958. La Psilocybine, Principe Actif Psychotrope Extrait Du Champignon Hallucinogène: Psilocybe mexicana Heim. Les chamignones hallucinogènes du Mexique. p. 255-257

- Heim R, Brack A, Kobel H, Hofmann A, Cailleux R. 1958. Déterminisme de la formation des carpophores et des sclèrotes dans la culture du Psilocybe mexicana Heim, Agaric hallucinogène du Mexique, et mise en évidence de la psilocybine et de la psilocine. Rev. Mycologie. 22: 9-16

- Heim R, Brack A, Kobel H, Hofmann A, Cailleux R. 1958. Déterminisme de la formation des carpophores, et éventuellement des sclérotes, dans les cultures des agarics hallucinogènes du Mexique et mise en évidence de la psilocybine et de la psilocine. Let champignons hallucinogènes du Mexique. p. 247-254

- Heim R, Hofmann A. 1958. Isolement de la psilocybine à partir du Stropharia cubensis Earler et d'autres espèces de champignons hallucinogènes mexicains appartenant au genre Psilocybe. Rev. Mycologie. 22: 24-28

- Hofmann A, Heim R, Brack A, Kobel H, Frey A, Ott H, Petrzilka T, Troxler F. 1959. Psilocybin und Psilocin, zwei psychotrope Wirkstoffe aus mexikanischen Rauschpilzen. Helv. chim. Acta. 42: 1557-1572

- Ola'h, G-M, Heim RM. 1968. Etude Chimiotaxinomique sur les Panaeolus. Recherches sur la presence des corps indoliques psychotropes dans ces champignons”. Comptes Rendus Acad. Sc. 267: 1369-1372

- La abreviatura «R.Heim» se emplea para indicar a Roger Jean Heim como autoridad en la descripción y clasificación científica de los vegetales.[2]